# Hypomecis danieli
Hypomecis danieli is een vlinder uit de familie spanners (Geometridae). De wetenschappelijke naam is voor het eerst geldig gepubliceerd in 1932 door Wehrli.
De soort komt voor in Europa.